# Jayne Meadows
Jayne Meadows, all'anagrafe Jane Cotter, a volte accreditata come Jayne Meadows Allen (Wuhan, 27 settembre 1919 – Encino, 26 aprile 2015), è stata un'attrice statunitense.

## Biografia
Sorella maggiore dell'attrice Audrey Meadows, Jane Cotter nacque in Cina, dove i genitori erano impegnati come missionari della Chiesa Episcopale. Negli anni trenta, la famiglia rientrò negli Stati Uniti e si stabilì a Sharon.

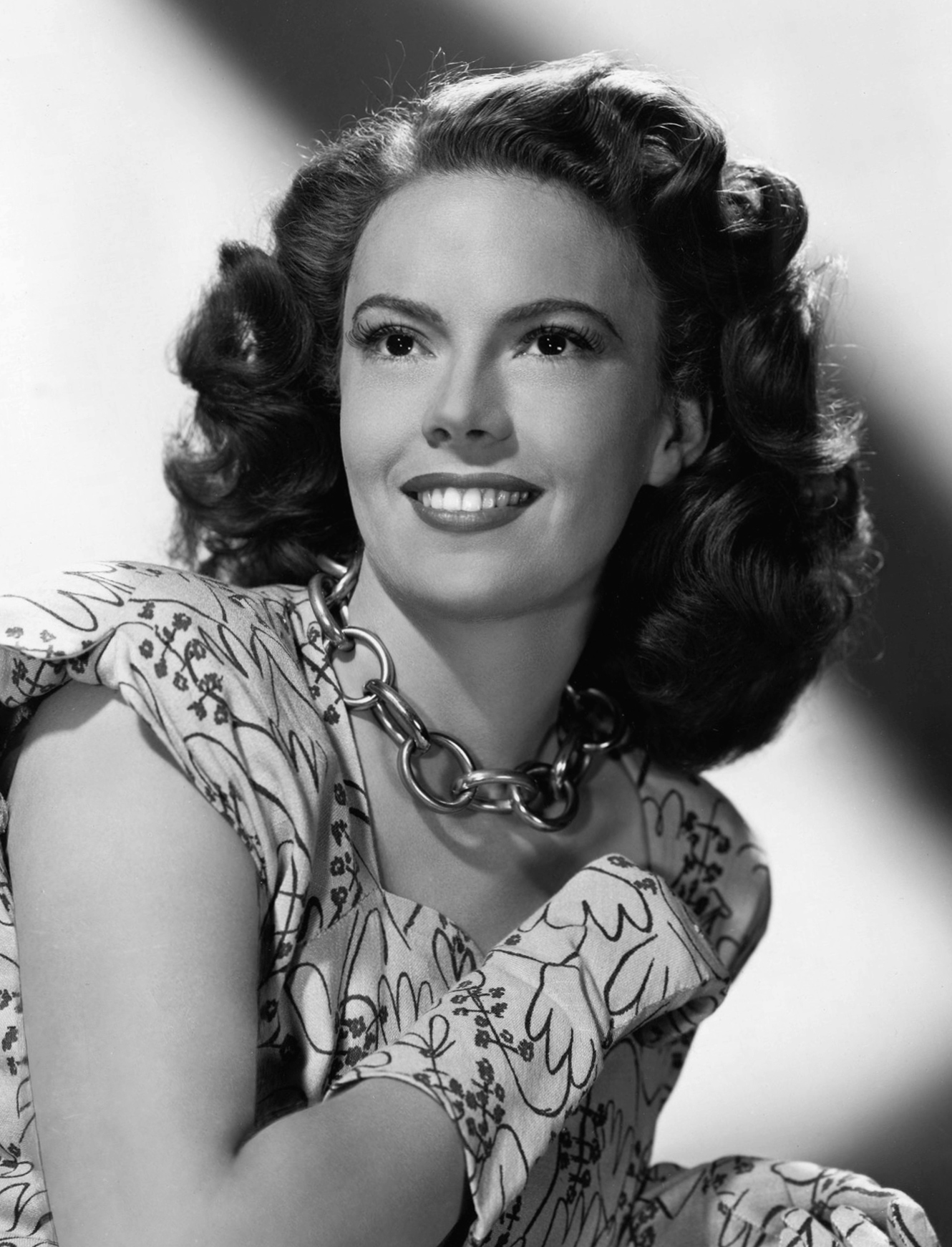
Jayne Meadows negli anni quaranta

In gioventù, insieme alla sorella, fu attiva in alcune produzioni di Broadway. Nel 1944 venne scritturata dalla Metro-Goldwyn-Mayer, che le assegnò lo pseudonimo di Jayne Meadows, prendendo come cognome il secondo nome di suo padre. Da quel momento, per oltre cinquant'anni, fu attiva nel panorama cinematografico e televisivo. Per il suo ruolo nel film Fuga nel tempo, venne premiata da Louella Parsons con il Cosmopolitan Award for Finest Dramatic Performance nel 1949.
Nel 1948 sposò lo sceneggiatore Milton Krims, dal quale divorziò alcuni anni dopo.
Fu tra gli ospiti fissi della trasmissione televisiva I've Got a Secret e occasionalmente figurò tra gli ospiti di altri game show, tra cui To Tell the Truth e What's My Line?.
Insieme alla sorella Audrey, negli anni cinquanta incise per RCA Victor il brano "Dungaree Dan and Chino Sue", rifacimento per bambini della canzone folk "Cocaine Bill and Morphine Sue". L'adattamento del testo venne curato da Steve Allen, che dal 1954 era diventato il secondo marito di Jayne. La coppia ebbe un figlio di nome Bill e restò unita fino alla morte dell'uomo nel 2000. Allen e Meadows collaborarono spesso sul piano artistico, recitando insieme in diverse occasioni; quando Allen ideò la serie Meeting of Minds, in cui alcuni attori impersonavano grandi figure storiche che venivano intervistate in un talk show, convinse sua moglie ad interpretare gran parte dei personaggi femminili.
Contrariamente al marito, che simpatizzava per il Partito Democratico, Jayne Meadows era una militante repubblicana. Durante gli anni sessanta ebbe una seconda attività lavorativa come proprietaria di un'agenzia di viaggio.
Fu nominata per tre volte al Premio Emmy: nel 1978, nel 1987 e nel 1996. Vinse il Premio Susan B. Anthony per le sue continuative interpretazioni positive di personaggi femminili.
Jayne Meadows morì nell'aprile del 2015 per cause naturali, all'età di novantacinque anni. Venne sepolta nel Forest Lawn Memorial Park, dove era stato seppellito anche suo marito.

## Filmografia

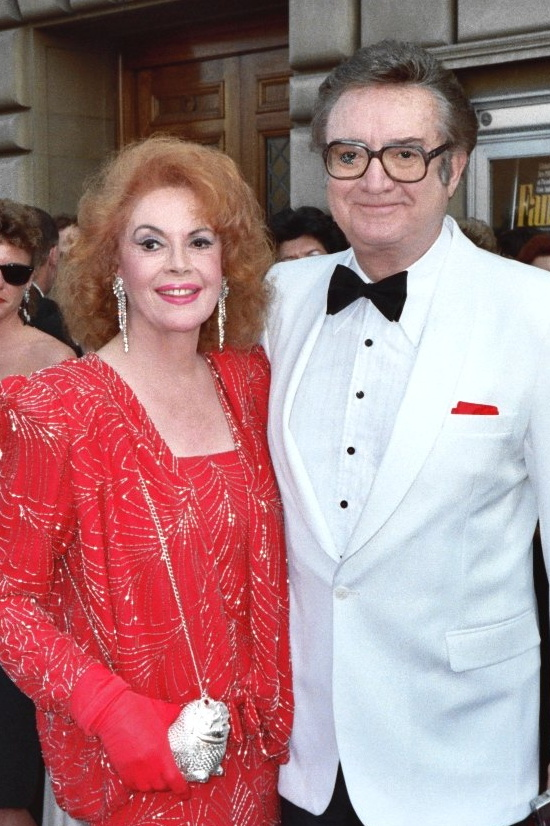
Jayne Meadows con il marito Steve Allen ai Premi Emmy 1987

### Cinema
- Tragico segreto (Undercurrent), regia di Vincente Minnelli (1946)
- Una donna nel lago (Lady in the Lake), regia di Robert Montgomery (1947)
- Torbidi amori (Dark Delusion), regia di Willis Goldbeck (1947)
- Il canto dell'uomo ombra (Song of the Thin Man), regia di Edward Buzzell (1947)
- L'isola del desiderio (The Luck of the Irish), regia di Henry Koster (1948)
- Fuga nel tempo (Enchantment), regia di Irving Reis (1948)
- Storia di un detective (The Fat Man), regia di William Castle (1951)
- David e Betsabea (David and Bathsheba), regia di Henry King (1951)
- Attenti alle vedove (It Happened to Jane), regia di Richard Quine (1959)
- College Confidential, regia di Albert Zugsmith (1960)
- Norman... Is That You?, regia di George Schlatter (1976)
- Da Capo, regia di Pirjo Honkasalo e Pekka Lehto (1985)
- Alice in Wonderland, regia di Harry Harris (1985)
- Delitto numero due (Murder by Numbers), regia di Paul Leder (1989)
- Scappo dalla città - La vita, l'amore e le vacche (City Slickers), regia di Ron Underwood (1991)
- I protagonisti (The Player), regia di Robert Altman (1992)
- Scappo dalla città 2 (City Slickers II: The Legend of Curly's Gold), regia di Paul Weiland (1994)
- Casinò, regia di Martin Scorsese (1995)
- Storia di noi due (The Story of Us), regia di Rob Reiner (1999)

### Televisione

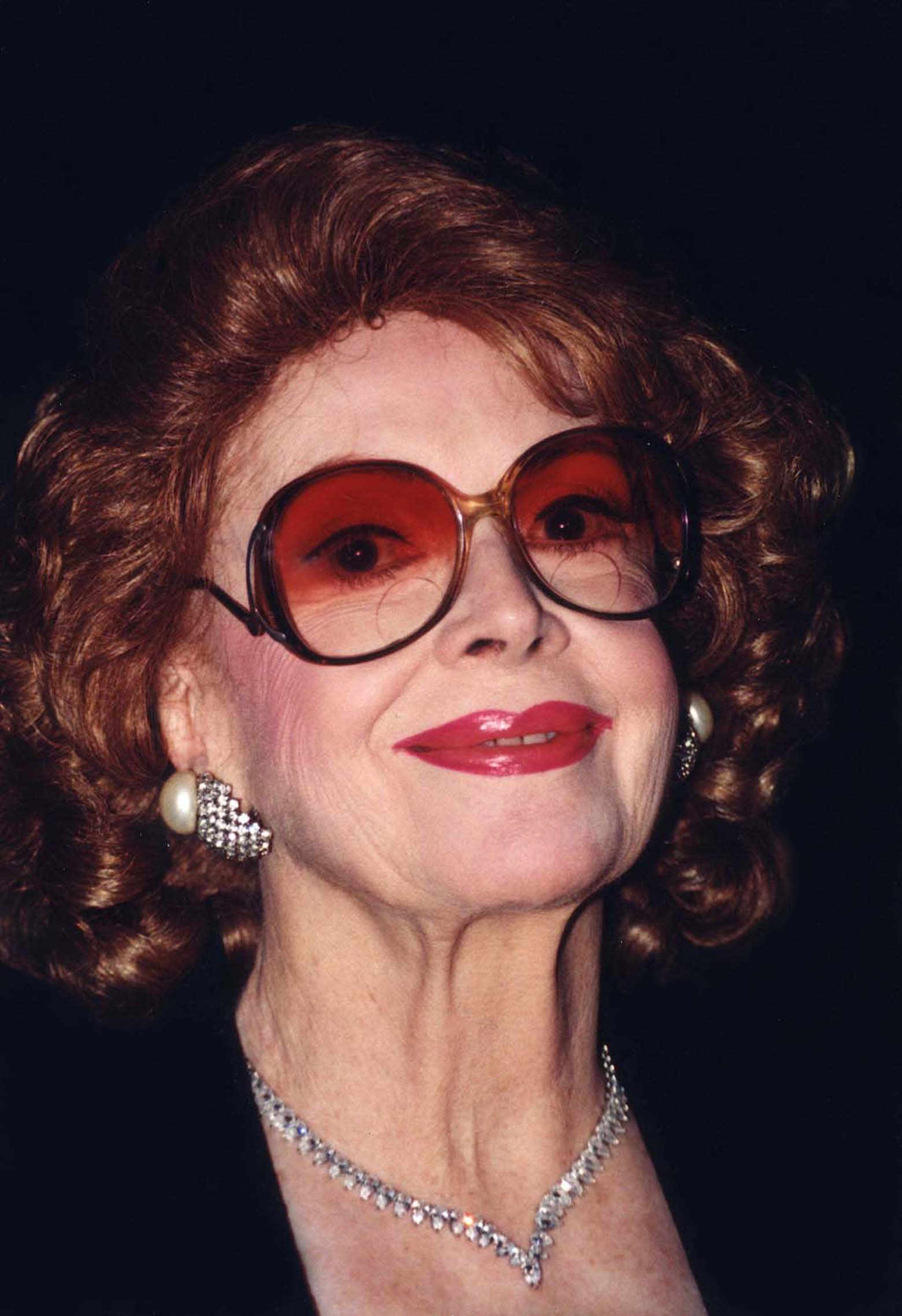
Jayne Meadows nel 1999

- Robert Montgomery Presents – serie TV, 1 episodio (1952)
- Pulitzer Prize Playhouse – serie TV, 1 episodio (1952)
- Kraft Television Theatre – serie TV, 1 episodio (1952)
- Danger – serie TV, 3 episodi (1952-1953)
- Suspense – serie TV, 1 episodio (1953)
- The Web – serie TV, 1 episodio (1953)
- Pond's Theater – serie TV, 1 episodio (1954)
- The United States Steel Hour – serie TV, 1 episodio (1955)
- Royal Playhouse (Fireside Theater) – serie TV, 1 episodio (1955)
- Studio One – serie TV, 1 episodio (1956)
- The Red Skelton Show – serie TV, 6 episodi (1957-1963)
- The Ann Sothern Show – serie TV, 1 episodio (1959)
- General Electric Theater – serie TV, 1 episodio (1960)
- The DuPont Show of the Week – serie TV, 1 episodio (1962)
- Undicesima ora (The Eleventh Hour) – serie TV, 2 episodi (1964)
- Good Morning World – serie TV, 1 episodio (1968)
- The Outsider – serie TV, 1 episodio (1969)
- Arrivano le spose (Here Come the Brides) – serie TV, 1 episodio (1969)
- Medical Center – serie TV, 13 episodi (1969-1972)
- Love, American Style – serie TV, 1 episodio (1970)
- Here's Lucy – serie TV, 1 episodio (1970)
- Temperatures Rising – serie TV, 1 episodio (1972)
- Adam-12 – serie TV, 1 episodio (1973)
- The Girl with Something Extra – serie TV, 1 episodio (1974)
- Witness to Yesterday – serie TV, 1 episodio (1974)
- Buongiorno, dottor Bedford (The Practice) – serie TV, 1 episodio (1976)
- The Nancy Walker Show – serie TV, 1 episodio (1976)
- Switch – serie TV, 1 episodio (1977)
- Sex and the Married Woman – film TV (1977)
- Sex and the Married Woman – film TV (1977)
- Have I Got a Christmas for You – serie TV, 1 episodio (19)
- Meeting of Minds – serie TV, 11 episodi (1977-1981)
- Love Boat (The Love Boat) – serie TV, 6 episodi (1978-1987)
- The Paper Chase – serie TV, 1 episodio (1979)
- Project UFO – serie TV, 1 episodio (1979)
- Hawaii Squadra Cinque Zero (Hawaii Five-O) – serie TV, 1 episodio (1979)
- Fantasilandia (Fantasy Island) – serie TV, 5 episodi (1979-1983)
- Premiata agenzia Whitney (Tenspeed and Brown Shoe) – serie TV, 1 episodio (1980)
- The Gossip Columnist – film TV (1980)
- Trapper John (Trapper John, M.D.) – serie TV, 2 episodi (1980-1982)
- Enos – serie TV, 1 episodio (1981)
- Rise & Shine – serie TV, 1 episodio (1981)
- Luna di miele (Aloha Paradise) – serie TV, 1 episodio (1981)
- Miss All-American Beauty – film TV (1982)
- Sembra facile (It's Not Easy) – serie TV, 11 episodi (1982-1983)
- Matt Houston – serie TV, 1 episodio (1983)
- La guerra dell'audience (The Ratings Game) – film TV (1984)
- Hotel – serie TV, 1 episodio (1985)
- La signora in giallo (Murder, She Wrote) – serie TV, episodio 2x12 (1986)
- A Masterpiece of Murder – film TV (1986)
- Crazy Like a Fox – serie TV, 1 episodio (1986)
- A cuore aperto (St. Elsewhere) – serie TV, 3 episodi (1987-1988)
- Trappola per genitori - Vacanze hawaiane (Parent Trap: Hawaiian Honeymoon) – film TV (1989)
- Square One Television – serie TV, 1 episodio (1991)
- Mathnet – serie TV, 1 episodio (1991)
- Sisters – serie TV, 1 episodio (1993)
- Civil Wars – serie TV, 1 episodio (1992)
- Beautiful (The Bold and the Beautiful) – soap opera, 3 episodi (1993)
- Tom – serie TV, 1 episodio (1994)
- High Society – serie TV, 7 episodi (1995-1996)
- La tata (The Nanny) – serie TV, 1 episodio (1997)
- Homicide (Homicide: Life on the Street) – serie TV, 1 episodio (1998)
- Un detective in corsia (Diagnosis: Murder) – serie TV, 1 episodio (1999)

## Doppiatrici italiane
- Adriana Parrella ne Il canto dell'uomo ombra
- Dhia Cristiani in David e Betsabea
- Angela Cavo in Project U.F.O.
- Alina Moradei in Love Boat (ep. 1x24)
- Paila Pavese ne La signora in giallo
- Daniela Gatti ne La tata
- Gabriella Genta in Storia di noi due

## Riconoscimenti
- Premio Emmy
  - 1978 – Candidatura alla miglior attrice protagonista per una singola apparizione in una serie televisiva drammatica o commedia per Meeting of Minds
  - 1987 – Candidatura alla miglior guest star in una serie televisiva per A cuore aperto
  - 1996 – Candidatura alla miglior attrice non protagonista in una serie televisiva commedia per High Society